# Zezulin Pierwszy
Zezulin Pierwszy – wieś w Polsce położona w województwie lubelskim, w powiecie łęczyńskim, w gminie Ludwin.
Leży przy drodze wojewódzkiej nr 813.
W latach 1975–1998 miejscowość administracyjnie należała do ówczesnego województwa lubelskiego.
Wieś stanowi sołectwo gminy Ludwin. Według Narodowego Spisu Powszechnego z roku 2011 wieś liczyła 341 mieszkańców.